# Sigge Strömberg (1885–1920)
Sigge Strömberg, egentligen Sigfrid Natanael Strömberg, född 22 december 1885 i Göteborg, död 3 mars 1920, var en svensk författare, journalist och tidningsman.  

## Biografi
Strömberg tillbringade en tid i USA och tjänstgjorde där på den svenskspråkiga tidningen Minneapolis Veckoblad 1904–1905. Han återkom till Sverige och arbetade ett tag på den kortlivade veckotidningen Göteborgs-Bladet, innan han knöts till Åhlén & Åkerlunds förlag, där han inte bara gav ut de flesta av sina böcker, utan även hade anställning fram till sin död. Han arbetade 1910–1914 som redaktör på den nystartade Vecko-Journalen, och 1914–1920 var han chefredaktör för Allt för Alla. Kort före sin död åtog sig han chefskapet för skämttidningen Kasper. 
Sigge Strömberg var från 1917 till sin död gift med Anna Åkerlund (1892–1958). Han avled 1920 och ligger begravd på Norra begravningsplatsen i Solna.

## Författarskapet
Som författare skrev Sigge Strömberg huvudsakligen drastiska och humoristiska noveller, äventyrsberättelser samt pojkböcker. Hans författarskap var ofta präglat av tiden i USA. 
Sigge Strömberg skrev även detektivromaner under pseudonymen Christian Wall, vilka gavs ut på Nordiska förlaget. Han gav sig även in i revybranschen, och skrev tillsammans med Carl J. Kullenbergh revyn Ungkarlsblod 1915. Styrman Karlssons flammor sattes åtminstone i Danmark även upp som både radioteater och lustspel på scen, detta dock efter Sigge Strömbergs död.[källa behövs]
Många av böckerna kom i flera nytryck. Ett par år efter Sigge Strömbergs död gav Åhlen & Åkerlund ut en serie av hans humoristiska novellböcker i nytryck, och vissa av pojkböckerna i serien Två tjuvpojkar nytrycktes ända in på 1950-talet. De gavs dessutom ut i en samlingsvolym 1935 under titeln Kalle och Ville. Böckerna om figuren Styrman Karlsson finns tryckta så sent som 1976.

## Filmatiseringar
- Filmen Baron Olson från 1920 är baserad på Sigge Stömbergs novell med samma namn[5].
- Filmen Styrman Karlssons flammor från 1925[6] är baserad på de två romanerna Styrman Karlssons flammor och Styrman Karlssons bröllopsresa. Filmen är en stumfilm.
- En nyinspelning av Styrman Karlssons flammor gjordes 1938[7] av samma regissör som versionen från 1925, denna gång dock med ljud.
- En dansk filmversion av Styrman Karlssons flammor gjordes 1958, under titeln Styrmand Karlsen.[8]